# Beerfest
Beerfest és una pel·lícula de comèdia estatunidenca de 2006 dirigida per Jay Chandrasekhar i escrita pel grup de comèdia Broken Lizard (Chandrasekhar, Kevin Heffernan, Steve Lemme, Paul Soter i Erik Stolhanske), que també protagonitzen la pel·lícula al costat de Nat Faxon, Will Forte i Ralf Möller, Mo'Nique, Eric Christian Olsen, Jürgen Prochnow, Cloris Leachman i Donald Sutherland. La pel·lícula es va estrenar als cinemes el 25 d'agost de 2006. S'ha doblat i subtitulat al català.
La referència contínua de la pel·lícula a un joc de beure anomenat "Das Boot" (beure d'un got enorme en forma de bota) és una referència irònica al coprotagonista alemany Jürgen Prochnow que va ser l'estrella de la pel·lícula alemanya Das Boot.